# Hans Langerijs
Hans Langerijs (Blokker, Hoorn, 14 de gener de 1953) va ser un ciclista neerlandès que fou professional entre 1978 i 1986. Obtingué algunes victòries com a la Volta a la Baixa Saxònia de la qual fou el primer guanyador.

## Palmarès
- 1975
  - 1r a l'Olympia's Tour
- 1977
  - 1r a la Volta a la Baixa Saxònia
- 1979
  - Vencedor d'una etapa al Circuit de La Sarthe
  - 1r a Valkenswaard
- 1983
  - 1r a Thorn-Maasgouw
  - 1r a la Zes van Rijn en Gouwe
- 1984
  - Vencedor d'una etapa a la Zes van Rijn en Gouwe

### Resultats al Tour de França
- 1980. Abandona (13a etapa)

### Resultats a la Volta a Espanya
- 1986. Abandona (12a etapa)